# Municipio de Hodges
El municipio de Hodges (en inglés: Hodges Township) es un municipio ubicado en el condado de Stevens en el estado estadounidense de Minnesota. En el año 2010 tenía una población de 277 habitantes y una densidad poblacional de 3,02 personas por km².

## Geografía
El municipio de Hodges se encuentra ubicado en las coordenadas 45°33′22″N 95°49′41″O / 45.55611, -95.82806. Según la Oficina del Censo de los Estados Unidos, el municipio tiene una superficie total de 91.85 km², de la cual 89,04 km² corresponden a tierra firme y (3,05 %) 2,8 km² es agua.

## Demografía
Según el censo de 2010, había 277 personas residiendo en el municipio de Hodges. La densidad de población era de 3,02 hab./km². De los 277 habitantes, el municipio de Hodges estaba compuesto por el 90,97 % blancos, el 1,44 % eran asiáticos, el 4,33 % eran de otras razas y el 3,25 % eran de una mezcla de razas. Del total de la población el 5,05 % eran hispanos o latinos de cualquier raza.